# Helmut Krausler
Helmut Krausler (* 1947 in der Steiermark) ist ein österreichischer Koch.

## Werdegang
Krausler war ein Schüler von Eckart Witzigmann, bei dem er drei Jahre kochte. Mitte der 1970er Jahre eröffnete Krausler sein eigenes Restaurant Bergcafé in Niederaichbach bei Landshut. Hier wurde er 1977 mit einem Michelin-Stern ausgezeichnet, dem ersten, der in Niederbayern vergeben wurde. Später wurde das Restaurant in Krauslers feine Speisen umbenannt.
Im Dezember 1996 übernahm Krausler mit seinem langjährigen Restaurantleiter Stefan Memmer in Landshut das Restaurant Bernlochner, benannt nach Johann Baptist Bernlochner. 
Ende 2014 musste das Bernlochner nach 18 Jahren aufgrund unklarer Pachtbedingungen geschlossen werden. Krausler übernahm danach noch für zwei Jahre die Gastronomie in den Bernlochner-Stadtsälen.

## Auszeichnungen
- 1977: Ein Michelin-Stern[2]

## Publikationen
- Beitrag in: Essen wie Gott in Deutschland. Zabert Sandmann, Hamburg 1987, ISBN 978-3924678043.